# Secoisolariciresinol
Secoisolariciresinol es un lignano, un tipo de fenilpropanoide.

## Glucósido
- Secoisolariciresinol diglucósido